# Phalonidia monocera
Phalonidia monocera es una especie de polilla del género Phalonidia, categorizada en la tribu Cochylini, de la subfamilia Tortricinae.

## Distribución
Se distribuye por América del Sur: Brasil, en el estado de Santa Catarina.

## Taxonomía
Fue descrita por Razowski & Becker en 2007 y publicada en la revista Acta Zoologica Cracoviensia 50B: 98.